# Kazuhiko Yamamoto
Kazuhiko Yamamoto (山本和彦 Yamamoto Kazuhiko?) es un personaje ficticio perteneciente a la franquicia de Battle Royale, originalmente una novela que también cuenta con una adaptación a serie de manga y cine. Es interpretado por Yasuomi Sano en la película del año 2000.

## Características
Masayuki Taguchi, coescritor de la versión manga, explicó que le costó dibujar el suicidio de Sakura Ogawa y Kazuhiko Yamamoto porque comprendía la posición de ambos.

## Antes del juego
Kazuhiko era descrito físicamente como guapo aunque el puente de su nariz que era un poco ancho. Era un chico amable que salía con Sakura Ogawa, siendo considerados la pareja más íntima del salón. Kazuhiko era amable y poco pretencioso a pesar de su buena apariencia y se llevaba bien con las chicas. Sin embargo, solo tenía ojos para Sakura habiendo perdido su virginidad juntos un par de meses antes. Como novio es descrito como alguien complaciente y romántico, se menciona que aunque no le gusta suele ver la telenovela favorita de Ogawa porque elle le pide que la vean juntos.
En el manga se menciona una cita que tuvieron donde Ogawa quedó encantada de un monedero demasiado para comprarlo y que él no dudó en comprar para alegrarla, volviéndose para la muchacha el símbolo de cuánto realmente se preocupaba por ella y cuán especial era para él. 
En la película se le muestra como uno de los jugadores del equipo de baloncesto y alguien manso en comparación con su novia, que parecía tener una presencia más impositiva en la relación.

## En el juego

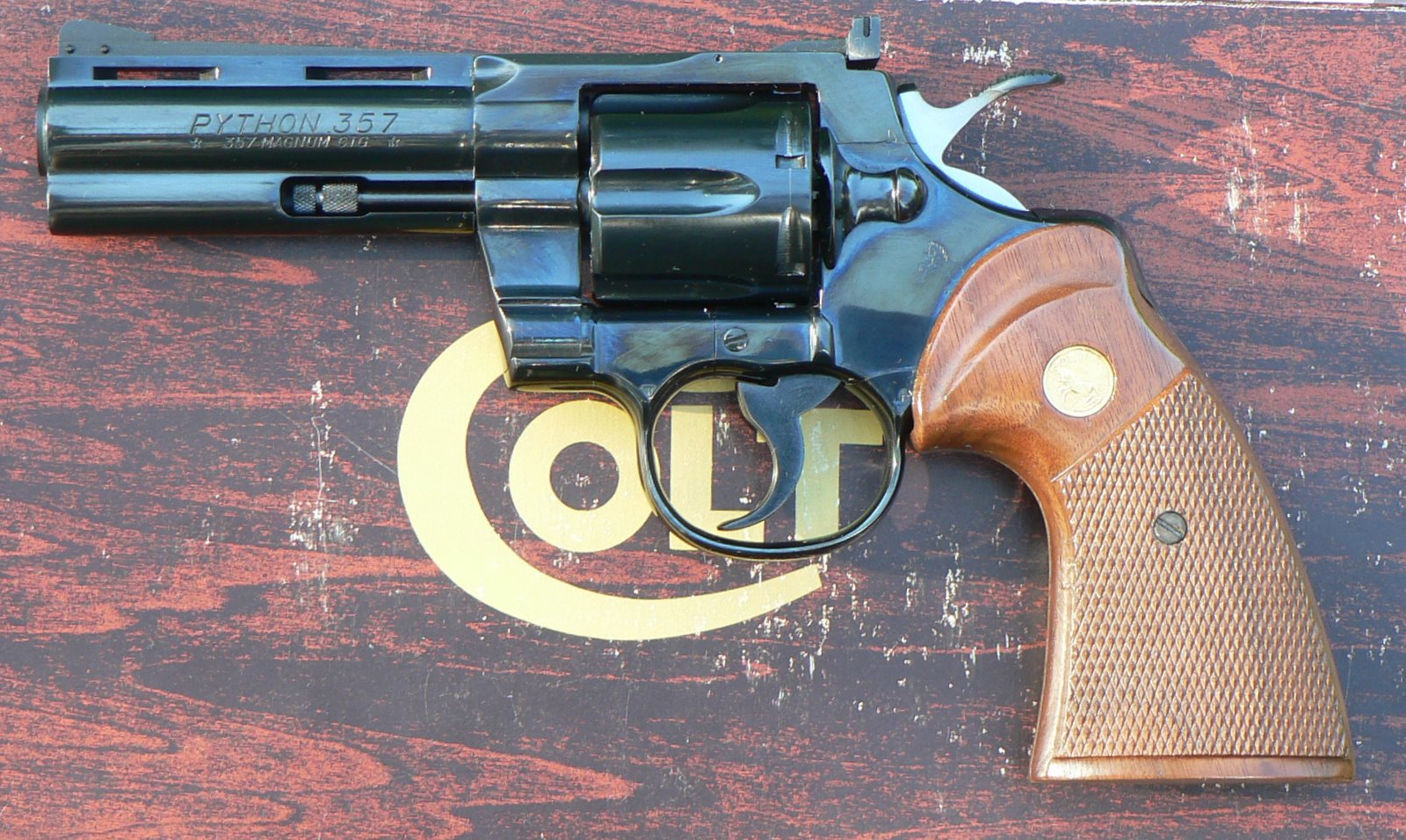
La Colt Python de Kazuhiko es la única arma de fuego que nunca fue utilizada ya que el joven se negó a jugar y finalmente se perdió en el mar cuando su dueño se quitó la vida.

Cuando Sakura sale de la escuela, le da a Kazuhiko una nota donde le dice que vaya al extremo norte de la isla; Shuya Nanahara, al ver esto se siente aliviado ya que comprende que el amor que ambos se tienen ha impedido que caigan en la locura que ha notado en algunos de sus compañeros que se muestran dispuestos a participar en el Programa. En el manga, es Kazuhiko quien deja la nota para Sakura.
Tras reunirse hablaron sobre su relación y lo inútil que era resistir contra el gobierno y el programa, y de cómo el padre de Sakura fue asesinado por el gobierno, cosa que ella nunca había dicho a nadie. Sakura le dice que se suicidará para que él pueda sobrevivir, ya que solo hay un ganador a lo que Kazuhiko señala que si ella esta dispuesta a morir, él también se quitará la vida. En el manga Sakura se muestra resignada a la idea de morir en el programa pero pide a Kazuhiko que haga lo posible por ganar y sobrevivir, ante esto el joven arroja su arma al mar explicando que sólo le interesa poder estar junto a ella.

## Destino
La pareja discuten sobre su relación y luego se besan mientras Kazuhiko lamenta como la poca elocuencia que posee le impide poner en palabras cuan grande es su amor por Ogawa o lo importante que es para él. Finalmente son interrumpidos por un susurro en el monte que resulta ser Yukie Utsumi, sin embargo Kazuhiko y Sakura saltan del acantilado perdiendo la vida.
En el manga Sakura le muestra que lleva consigo el bolso que él le compró durante su primera cita y como es que lo considera su tesoro, mientras ambos están abrazados Kazuhiko nota que desde el bosque detrás de ellos aparece una muchacha armada corriendo hacia ellos. Sakura, notando la situación, le dice que nada le importa mientras este con él hasta el final; esto le da a Kazuhiko el valor para arrojarse junto a su novia desde el acantilado ignorando que la joven que se acercaba a ellos era Yukie Utsumi, quien estaba reuniendo compañeros que no desearan participar para buscar juntos una forma de salvarse.
En la película, tras encontrarse en el acantilado es Sakura quien convence a Kazuhiko de morir juntos, ya que parece impaciente por hacerlo mientras que él se muestra inseguro y asustado; Sakura se aferra al brazo de Kazuhiko y saltan del acantilado, segundos después Utsumi llega al lugar lamentando la muerte ambos.